# Amomum vestitum
Amomum vestitum är en enhjärtbladig växtart som beskrevs av Karl Moritz Schumann. Amomum vestitum ingår i släktet Amomum och familjen Zingiberaceae.
Artens utbredningsområde är Sumatera. Inga underarter finns listade i Catalogue of Life.